# Ба-Пеф
Ба-Пеф — другорядний бог загробного світу в давньоєгипетській міфології. Його ім'я Ба означало «душа». Ба-Пеф зазвичай зображувався злобним і похмурим. Відомий з часів Стародавнього царства. В текстах пірамід його культ асоціювався з болем і духовними стражданнями, що впливають на фараона.